# Born Villain
Born Villain (с англ. — «Рожденный злодеем») — восьмой студийный альбом американской рок-группы Marilyn Manson. Впервые поступил в продажу 25 апреля 2012 года в Японии, по всему миру продажи начались 1 мая 2012 года. Born Villain — первый альбом, выпущенный на личном лейбле Мэрилина Мэнсона Hell, etc., который во многом напоминает лейбл Nothing Records, первые 10 лет выпускавший записи группы. Cooking Vinyl является родительским лейблом для Hell, etc. Студия, в которой был записан альбом, размещена в бывшем доме Билли Зейна и шутливо упоминается на обложке диска как «Zane-a-Due» — игра слов с именем Xanadu (МФА: [ˈzanəˌdo͞o]).
Born Villain стал первой записью группы Marilyn Manson с тех пор, как их контракт с лейблом Interscope Records был расторгнут в конце 2009 года. Группа начала работу над новым альбомом ещё во время тура в поддержку альбома The High End of Low в 2009-м году. Сам Мэнсон, сравнивая альбом с предшественниками, описывал его как более романтичную, но самоуничижительную лирику, сопровождаемую элементами suicide death metal.

## Об альбоме
По словам Мэнсона, название альбома было навеяно спорами, которые возникли вокруг группы после бойни в школе «Колумбайн» в 1999 году, когда представители основных СМИ ложно обвинили группу в том, что она повлияла на преступников. Название также отсылает к спору о природе и воспитании, и Мэнсон пояснил CNN: «В любой истории злодей является катализатором. Герой — это не тот человек, который будет нарушать правила или показывать трещины в своей броне. Он намеренно одномерен, но злодей — это тот человек, который признает, кто он есть, и стоит на своем. Он будет делать вещи, которые иногда сомнительны с моральной точки зрения, но он делает это, потому что это в его природе, и она никогда не меняется».
Мэрилин Мэнсон об альбоме:

Я понял, что собрал группу, потому что был фанатом такой музыки. Я считал, что смогу писать альбомы, которые будут интереснее тех, что писали люди, у которых я брал интервью, будучи журналистом. Marilyn Manson, как идея, никогда не был только ради музыки. Последние два альбома, особенно The High End of Low, я старался делать с упором на музыку, в том смысле, что мы с Твигги заново искали себя как дуэт и как музыканты. Они были с упором на музыку по-разному. Последние два альбома, я от них не отказываюсь, и они мне по-прежнему нравятся. Они представляют период моей жизни и рассказывают о таком, о чём мне не особенно приятно слушать (смеется). Для меня они о том, как некто пытается смириться с отчаянием и о попытке воскрешения. Но я не вижу в них искры того, каким была группа Marilyn Manson в самом начале, каким был я как личность.
Руди Коби говорил, что альбом постоянно пересматривался и дорабатывался: «Я слушал песни, которые появились шесть месяцев спустя, и создавалось впечатление, что те песни, которые были до этого, были выброшены, настолько сильнее они становились».
Гитарист Твигги сказал об альбоме Born Villain: «Я думаю, что это наша лучшая запись. Я имею в виду, что все всегда так говорят, но я думаю, что это действительно наша лучшая работа из всех, что были до сих пор… Он отчасти похож на немного более панк-роковый Mechanical Animals, но без претенциозности».

## Список композиций
| №                   | Название                                   | Длительность |
| ------------------- | ------------------------------------------ | ------------ |
| 1.                  | «Hey, Cruel World…»                        | 3:44         |
| 2.                  | «No Reflection»                            | 4:36         |
| 3.                  | «Pistol Whipped»                           | 4:10         |
| 4.                  | «Overneath the Path of Misery»             | 5:18         |
| 5.                  | «Slo-Mo-Tion»                              | 4:24         |
| 6.                  | «The Gardener»                             | 4:39         |
| 7.                  | «The Flowers of Evil»                      | 5:19         |
| 8.                  | «Children of Cain»                         | 5:17         |
| 9.                  | «Disengaged»                               | 3:25         |
| 10.                 | «Lay Down Your Goddamn Arms»               | 4:13         |
| 11.                 | «Murderers Are Getting Prettier Every Day» | 4:18         |
| 12.                 | «Born Villain»                             | 5:26         |
| 13.                 | «Breaking the Same Old Ground»             | 4:28         |
| Общая длительность: | Общая длительность:                        | 59:17        |

| №                   | Название                                     | Автор(ы)            | Длительность |
| ------------------- | -------------------------------------------- | ------------------- | ------------ |
| 14.                 | «You’re So Vain» (совместно с Джонни Деппом) | Carly Simon         | 4:02         |
| Общая длительность: | Общая длительность:                          | Общая длительность: | 63:19        |

## Участники записи
- Мэрилин Мэнсон — вокал, текст, гитара, клавишные, создание музыкальных композиций, продюсирование
- Твигги — гитара, бас-гитара, клавишные, бэк-вокал, создание музыкальных композиций
- Фред Саблан — бас-гитара, гитара, создание музыкальных композиций
- Крис Вренна — клавишные, синтезатор. программирование, ударные, перкуссия, создание музыкальных композиций, продюсирование
- Джейсон Саттер — ударные («You’re So Vain»)
- Шон Бивен — микширование
- Дин Карр — фотография
- Линдси Юсич — фотография
- Тони Кулла — менеджмент
- Брюс Уиткин — бас-гитара, клавишные, гитара, продюсирование («You’re So Vain»)
- Джонни Депп — гитара, ударные, продюсирование («You’re So Vain»)

## Чарты
| Чарт(2012)                               | Позиция |
| ---------------------------------------- | ------- |
| Australian Albums (ARIA)                 | 16      |
| Austrian Albums (Ö3 Austria)             | 4       |
| Belgian Albums (Ultratop Flanders)       | 32      |
| Belgian Albums (Ultratop Wallonia)       | 15      |
| Canadian Albums (Billboard)              | 8       |
| Croatian Albums (HDU)                    | 30      |
| Czech Albums (ČNS IFPI)                  | 30      |
| Danish Albums (Hitlisten)                | 23      |
| Dutch Albums (MegaCharts)                | 27      |
| Finnish Albums (Suomen virallinen lista) | 18      |
| French Albums (SNÉP)                     | 8       |
| German Albums (Offizielle Top 100)       | 5       |
| Irish Albums (IRMA)                      | 38      |
| Irish Independent Albums (IRMA)          | 7       |
| Italian Albums (FIMI)                    | 11      |
| Japanese Albums (Oricon)                 | 18      |
| Mexican Albums (AMPROFON)                | 33      |
| New Zealand Albums (RMNZ)                | 19      |
| Norwegian Albums (VG-lista)              | 24      |
| Polish Albums (ZPAV)                     | 18      |
| Portuguese Albums (AFP)                  | 29      |
| Russian Albums (2M)                      | 13      |
| Scottish Albums (OCC)                    | 17      |
| Spanish Albums (PROMUSICAE)              | 28      |
| Swedish Albums (Sverigetopplistan)       | 21      |
| Swiss Albums (Schweizer Hitparade)       | 2       |
| UK Albums (OCC)                          | 14      |
| UK Rock Albums (OCC)                     | 1       |
| US Billboard 200                         | 10      |
| US Top Rock Albums (Billboard)           | 3       |
| US Top Alternative Albums (Billboard)    | 2       |
| US Independent Albums (Billboard)        | 1       |
| US Top Hard Rock Albums (Billboard)      | 1       |

| Чарт(2012)                          | Позиция |
| ----------------------------------- | ------- |
| French Albums (SNEP)                | 139     |
| Russian Albums (2M)                 | 42      |
| US Alternative Albums (Billboard)   | 50      |
| US Independent Albums (Billboard)   | 37      |
| US Top Hard Rock Albums (Billboard) | 21      |